# Triphosa californiata
Triphosa californiata är en fjärilsart som beskrevs av Alpheus Spring Packard 1871. Triphosa californiata ingår i släktet Triphosa och familjen mätare. Inga underarter finns listade i Catalogue of Life.